# Porozmawiajmy o życiu i śmierci
Porozmawiajmy o życiu i śmierci – jednoaktowa sztuka teatralna autorstwa Krzysztofa Bizia, będąca debiutem dramaturgicznym tego autora. Po raz pierwszy została opublikowana w grudniu 2000 w miesięczniku „Dialog”, natomiast jej prapremiera sceniczna miała miejsce 25 marca 2001 w Teatrze Współczesnym w Szczecinie. W 2003 została zekranizowana w ramach Teatru Telewizji.

## Opis fabuły
W sztuce występują trzy postacie, opisane w didaskaliach kolorami: małżeństwo Czerwonej i Niebieskiego oraz ich syn Biały. Bohaterowie rozmawiają ze sobą bardzo mało, a jeśli już, to wyjątkowo zdawkowo i bez żadnego autentycznego zainteresowania sobą nawzajem. Większość scen stanowią ich rozmowy telefoniczne z osobami spoza rodziny. Dopiero one pokazują rozmaite problemy czy wręcz patologie, których pełno jest w życiu całej trójki. Zarazem widać wyraźnie, jak bardzo samotnie czują się ludzie pozornie żyjący w środowisku, które powinno dawać oparcie i poczucie bycia kochanym. Każdy z bohaterów w głębi duszy bardzo tego pragnie, ale zupełnie nie są oni zdolni przełamać się w relacjach między sobą.

## Inscenizacje
| Rok  | Miejsce                        | Reżyseria      | Wystąpili:       | Wystąpili:       | Wystąpili:                     |
| Rok  | Miejsce                        | Reżyseria      | Czerwona         | Niebieski        | Biały                          |
| ---- | ------------------------------ | -------------- | ---------------- | ---------------- | ------------------------------ |
| 2001 | Teatr Współczesny w Szczecinie | Tomasz Man     | Beata Zygarlicka | Grzegorz Młudzik | Paweł Niczewski                |
| 2003 | Teatr Telewizji (TVP1)         | Krystyna Janda | Krystyna Janda   | Jerzy Stuhr      | Borys Szyc                     |
| 2004 | Teatr Powszechny w Warszawie   | Tomasz Man     | Ewa Dałkowska    | Kazimierz Wysota | Krzysztof Plewako-Szczerbiński |